# تامدة
تامدة هي قرية مغربية غرب المغرب. وهي كذلك جماعة قروية تابعة لإقليم سيدي بنور التابع لجهة الدار البيضاء سطات. بلغ عدد سكان جماعة تامدة 9.701 نسمة في 1768 أسرة سنة 2004.